# Jan Vojáček
Jan Vojáček (* 28. Dezember 1981 in Olmütz) ist ein ehemaliger tschechischer Fußballspieler.

## Karriere
Vojáček begann mit dem Fußballspielen im Alter von fünf Jahren beim Olmützer Klub SK Hodolany. Mit neun Jahren wechselte der Torwart in die Juniorenabteilung des Sigma Olmütz. Noch als A-Jugendlicher kam er in der Saison 2000/01 zu seinen ersten Einsätzen im damals drittklassigen B-Team.
Weil er dort jedoch nicht regelmäßig zum Einsatz kam, wechselte er im Sommer 2001 zum FK Horka nad Moravou in die 4. Liga, um Spielpraxis zu sammeln. Nach nur einer Saison ging der Torhüter zum damaligen Drittligisten SK UNEX Uničov, wo er vier Jahre blieb und nebenher ein Medizinstudium abschloss.
Anschließend kehrte Vojáček nach Olmütz zurück und kam in der Spielzeit 2006/07 auf 18 Erstliga-Einsätze. Im Sommer 2007 verpflichtete Sigma Olomouc  Petr Drobisz als neuer Nummer eins. Vojáček saß auf der Bank und spielte nur noch in der B-Mannschaft. Unzufrieden mit der Situation wechselte der Keeper im Winter 2007/08 zum slowakischen Erstligisten Spartak Trnava. Dort kam er im März 2008 zu fünf Einsätzen, stand danach aber auf dem Abstellgleis.
Vojáček wechselte daraufhin im Sommer 2008 zum tschechischen Zweitligisten FC Vysočina Jihlava. Dort spielte der Torwart regelmäßig, erhielt aber nach einem Jahr kein neues Vertragsangebot. Zur Saison 2008/09 ging Vojáček zum schottischen Drittligisten FC Dumbarton. Zunächst unterschrieb er dort bis Ende Dezember 2009, dann wurde sein Vertrag bis Saisonende verlängert. Im Sommer 2010 beendete er seine Karriere.